# Walba
Walba hieß einer der ersten deutschen Motorroller der Nachkriegszeit. Für seinen Antrieb sorgte ein 100-cm³, später 118-cm³-Zweitaktmotor von ILO. Das Design stammte von Louis Lucien Lepoix.
Später wurden die verbesserten Modelle „Tourist“ und „Commodore“ mit ILO-Motoren von 147 cm³ bis 174 cm³ Hubraum herausgebracht, der Commodore hatte eine hydraulische Bremse.
Die in Reutlingen ansässige Firma Walba war bis 1952 tätig. Der Name setzt sich zusammen aus Waldemar und Alexander Balbaschewski, Vater und Sohn. Alexander Balbaschewski (1919–1995) war Diplom-Ingenieur, Studium u. a. in Paris, und später noch in leitender Position tätig bei Ford, BMW und MAN.
Die Produktion der Walba-Roller „Tourist“ und „Commodore“ wurde bis etwa 1957 von der Fahrzeugfabrik Kannenberg weitergeführt.